# Список умерших в 964 году

## Январь
- 21 января — Лотарь II фон Вальбек, граф фон Вальбек (929—964)[1].

## Май
- 14 мая — Иоанн XII, папа римский (955—963)[2].

## Август
- 5 августа — Готфрид I, граф Эно (Геннегау) с 958, вице-герцог Нижней Лотарингии с 959[3].

## Дата смерти неизвестна или требует уточнения
- Горм Старый, король Дании.